# Inocência (município)
Inocência é um município brasileiro do estado de Mato Grosso do Sul, Região Centro-Oeste do país.
A princesinha do MS, apelido carinhoso dado pelo então prefeito Toninho da Cofapi.

## Etimologia
O topônimo do município foi adotado numa homenagem ao romance Inocência, de Alfredo de Escragnolle Taunay, Visconde de Taunay, cujo enredo retrata fatos e costumes da região.

## História
As terras ocupadas pelo Município de Inocência, foram inicialmente povoadas por criadores de gado, que aí aportaram em busca de melhores pastagens para seus rebanhos. As terras foram loteadas e, iniciadas as vendas, foram aparecendo as primeiras construções. Surgia então um novo povoado que tomou a denominação de Bocaina, que depois passou-se a chamar São Pedro. Em 1943 o povoado teve posteriormente sua denominação alterada para Inocência. Com seus estabelecimentos já alicerçados, começaram a ressentir as dificuldades de comunicação e comercialização, pois se encontravam distantes dos núcleos urbanos. Em vista disso, tomaram a iniciativa de fundar, nestas paragens, um povoado e com essa finalidade, em 1947, reuniram-se Juventino Campos, João Barbosa Ferreira, Symphrônio Júnior, José Maria Albino, Francisco Albino, Antônio Ferreira Leal, Lauriston, Amâncio Nepomuceno, Franklin Gomes da Silva, Pedro Paulo de Queiróz, Alexandre Batista Garcia, Júlio José dos Santos, Aurélio Valadão e outros, estabelecendo, na ocasião, as bases empreendimento. Em nome de Alexandre Batista Garcia, Pedro Vilela Valadão e Raul Rached foram adquiridas, da Fazenda Bocaina (de propriedade de Emílio José da Costa), 4 alqueires goianos de terras, localizadas entre os córregos Sanfona e Viola. Em 1951, em imóvel cedido por Alexandre Batista Garcia, foi instalada a primeira escola, tendo como professora Maria Aurora de Oliveira. Nesse mesmo ano, por iniciativa e colaboração de seus habitantes, erigiu-se a Igreja Católica.
Em 17 de novembro de 1958, pela Lei Estadual nº 1129, Inocência é elevada à categoria de município, desmembrado de Paranaíba. Em 1977 o município passa a fazer parte do atual estado de Mato Grosso do Sul.

## Formação administrativa
Em divisões territoriais datadas de 31 de julho de 1936 e 31 de julho de 1937, figura no Município de Santana do Paranaíba o Distrito de São Pedro. Pelo Decreto-Lei Estadual nº 208, de 26 de outubro de 1938, o Município de Santana do Paranaíba passou a denominar-se Paranaíba. Pelo Decreto-Lei Estadual nº 545, de 31 de dezembro de 1943, o Distrito de São Pedro passou a denominar-se Inocência. No quadro para vigorar no período entre 1954 e 1958, o Distrito de Inocência permanece no Município de Paranaíba. Elevado à categoria de município com a denominação de Inocência, pela Lei Estadual nº 1129, de 17 de novembro de 1958, desmembrado de Paranaíba. Sede no antigo Distrito de Inocência. Constituído de 2 Distritos: Inocência e São Pedro. Foi instalado em 4 de abril de 1959. Em divisão territorial datada de 1 de julho de 1960, município é constituído de 2 Distritos: Inocência e São Pedro. Pela Lei Estadual nº 2070, de 14 de dezembro de 1963, é criado o Distrito de São José do Sucuriú e incorporado ao Município de Inocência.

## Geografia
O município está situado no sul da região Centro-Oeste do Brasil, no Leste de Mato Grosso do Sul (Microrregião de Paranaíba). Localiza-se a uma latitude 19º43'32" sul e a uma longitude 51º55'48" oeste. Está a -1 hora com relação a Brasília e -4 com relação a Greenwich. 
Distâncias
- 337 km da capital estadual (Campo Grande)
- 737 km da capital federal (Brasília).

### Solo
No município de Inocência há ocorrência predominante de Luvissolos e Nitossolos, além de ser significativa a presença de Neossolos principalmente ao sul da sede municipal, e de Latossolos. Salienta-se que há dominância da textura média e arenosa/média (caso dos Podzólicos), prevalecendo a baixa fertilidade natural dos solos.

### Relevo
Ocupa uma superfície de 5 776,261 km² e está a uma altitude de 502 m. Apresentando topos colinosos, ressaltos topográficos e algumas cuestas no extremo norte do município, esta topografia é entremeada de áreas planas e tabulares, sendo que a leste do município, o rio, que é seu limite, apresenta planície de acumulação em sua margem. O município de Inocência encontra-se na Região dos  Planaltos Arenítico-Basálticos Interiores, dividindo-se em duas unidades geomorfológicas: Divisores Tabulares dos Rios Verde e Pardo e Patamares da Serra do Aporé.
Apresenta relevo plano, geralmente elaborado por várias fases de retomada erosiva; Modelados de Dissecação – D, com  relevos elaborados pela ação fluvial e áreas planas resultante de acumulação fluvial sujeita a inundações periódicas.

### Clima
Está sob influência do clima tropical de altitude (Cwa), sendo as temperaturas médias dos meses mais frios são maiores que 15 °C e menores que 20 °C. O período seco estende-se de dois a três  meses. O período chuvoso mais intenso de setembro a abril. A precipitação anual varia de 1.500 a 1.700mm anuais. 

### Hidrografia
Está sob influência da Bacia do Rio da Prata (Sub-Bacia do Rio Paraná). Principais rios:
- Rio das Morangas: afluente pela margem esquerda do rio Sucuriú, no município de Inocência.
- Rio Pântano: afluente pela margem direita do rio Paraná; limite entre os municípios de Aparecida do Taboado e Inocência, no seu alto curso.
- Rio Quitéria: afluente pela margem direita do rio Paraná, sua nascente está no município de Inocência; limite entre os municípios de Inocência e Paranaíba.
- Rio São José: afluente pela margem esquerda do rio Sucuriú, no município de Inocência.
- Rio São Mateus: afluente pela margem esquerda do rio Sucuriú, no município de Inocência.
- Rio São Pedro: afluente pela margem esquerda do rio Sucuriú, no município de Inocência.
- Rio Sucuriú: afluente pela margem direita do rio Paraná. Extensão: 450 km. Nasce no município de Costa Rica, na divisa com o estado de Goiás e deságua pouco acima da cidade de Três Lagoas. Apresenta muitas cachoeiras, principalmente na parte superior. Faz divisa entre o município de Inocência e Três Lagoas e Inocência e Água Clara.

### Vegetação
Predominando e bem distribuídas quase que equitativamente no município de Inocência, encontram-se a pastagem plantada e a Cerrado Arbóreo Denso (Cerradão). A lavoura é pouco expressiva, concentrando-se na porção nordeste do município.

### Demografia
Sua população estimada em 2011 era de 7.653 habitantes segundo o IBGE, sendo portanto o 61º maior município em população do estado. Subdivisões deste município são a sede, Morangas, São José do Sucuriú e São Pedro.